# ライアン・ベルドゥーゴ
ライアン・ルイス・ベルドゥーゴ（Ryan Louis Verdugo, 1987年4月10日 - ）は、アメリカ合衆国・カリフォルニア州パサデナ出身のプロ野球選手（投手）。左投左打。
2022年現在、中華職業棒球大聯盟（台湾プロ野球）史上唯一の完全試合達成者である。

## 経歴

### プロ入りとジャイアンツ傘下時代
2005年のMLBドラフト43巡目（全体1293位）でフィラデルフィア・フィリーズから、2007年のMLBドラフト47巡目（全体1378位）でサンフランシスコ・ジャイアンツからそれぞれ指名されたがいずれも入団に至らず、ルイジアナ州立大学へ進学。その後、2008年のMLBドラフト9巡目（全体267位）で再びジャイアンツから指名を受け、7月23日に契約を交わし入団。傘下ルーキー級アリゾナリーグ・ジャイアンツでキャリアを開始した。
その後、ジャイアンツ傘下には2011年シーズンまで在籍し、最高で傘下AA級リッチモンド・フライングスクウォーレルズまで昇格した。

### ロイヤルズ時代
2011年11月7日、メルキー・カブレラとのトレードでジョナサン・サンチェスと共にカンザスシティ・ロイヤルズへ移籍。
翌2012年は当初傘下AAA級オマハ・ストームチェイサーズでプレーした後、7月17日にメジャー初昇格。同日の対シアトル・マリナーズ戦（カウフマン・スタジアム）でメジャー初登板・初先発を果たしたが、ジャスティン・スモークに2点本塁打を打たれるなど2回途中6失点の内容で、敗戦投手となった。試合後にマイナー降格となり、最終的に同年のメジャーでの出場はこれが唯一となった。

### マイナー時代～メキシカンリーグ時代（第1期）
2014年7月16日、金銭トレードでボストン・レッドソックスへ移籍。移籍後は傘下AAA級ポータケット・レッドソックスでプレーした。
同年オフにFAとなり、11月20日にオークランド・アスレチックスとマイナー契約を結ぶ。2015年シーズンは傘下AAA級ナッシュビル・サウンズでプレーしていたが、7月6日にトレードでロサンゼルス・エンゼルスへ移籍した。オフの11月6日にFAとなった。
その後は2017年までメキシカンリーグでプレーしていた。

### 統一時代
2018年2月14日、中華職業棒球大聯盟に所属する統一ライオンズと契約を結ぶ。2018年シーズンは主に先発として起用され、28試合に登板（うち先発登板26試合）して8勝4敗、防御率4.31の成績を残した。なお、同年10月7日の対中信兄弟戦（台南市立野球場）で台湾プロ野球史上初の完全試合を達成している（打者27人をパーフェクトで抑えた後、0-0で迎えた9回裏に郭阜林の本塁打でサヨナラ勝ちし達成）。
翌2019年シーズンも統一に残留。引き続き先発投手として起用されたが、同年は20試合に登板して6勝9敗、防御率6.08と成績を落とした。同年限りで統一を退団した。
退団後の同年11月に開催された2019 WBSCプレミア12には、本人がメキシコ系アメリカ人である由縁からメキシコ代表に選出され、参加している。

### メキシカンリーグ時代（第2期）
2020年2月11日にモンクローバ・スティーラーズと契約を結び、2016～17年にかけて所属したメキシカンリーグに復帰したが、同年シーズンは新型コロナウイルス感染症の影響によりメキシカンリーグの全試合が中止されたため、試合出場はなかった。
2021年シーズンもスティーラーズと契約を結び残留したが、7月19日にベラクルス・イーグルスへ同年シーズン終了までの期限付きで移籍。シーズン終了後にスティーラーズへ復帰したが、同年10月13日にトレードでサルティーヨ・サラペメーカーズへ移籍した。

## 詳細情報

### 年度別投手成績
| 年 度     | 球 団     | 登 板 | 先 発 | 完 投 | 完 封 | 無 四 球 | 勝 利 | 敗 戦 | セ 丨 ブ | ホ 丨 ル ド | 勝 率 | 打 者 | 投 球 回 | 被 安 打 | 被 本 塁 打 | 与 四 球 | 敬 遠 | 与 死 球 | 奪 三 振 | 暴 投 | ボ 丨 ク | 失 点 | 自 責 点 | 防 御 率 | W H I P |
| --------- | --------- | ----- | ----- | ----- | ----- | -------- | ----- | ----- | -------- | ----------- | ----- | ----- | -------- | -------- | ----------- | -------- | ----- | -------- | -------- | ----- | -------- | ----- | -------- | -------- | ------- |
| 2016      | KC        | 1     | 1     | 0     | 0     | 0        | 0     | 1     | 0        | 0           | .000  | 15    | 1.2      | 8        | 1           | 2        | 0     | 0        | 2        | 0     | 0        | 6     | 6        | 32.40    | 6.00    |
| 2018      | 統一      | 28    | 26    | 1     | 1     | 1        | 8     | 4     | 0        | 0           | .667  | 654   | 148.1    | 172      | 14          | 36       | 2     | 5        | 142      | 4     | 0        | 89    | 71       | 4.31     | 1.40    |
| 2019      | 統一      | 20    | 19    | 0     | 0     | 0        | 6     | 9     | 0        | 0           | .400  | 511   | 111.0    | 161      | 15          | 26       | 1     | 3        | 74       | 3     | 0        | 83    | 75       | 6.08     | 1.69    |
| MLB：1年  | MLB：1年  | 1     | 1     | 0     | 0     | 0        | 0     | 1     | 0        | 0           | .000  | 15    | 1.2      | 8        | 1           | 2        | 0     | 0        | 2        | 0     | 0        | 6     | 6        | 32.40    | 6.00    |
| CPBL：2年 | CPBL：2年 | 48    | 45    | 1     | 1     | 0        | 14    | 13    | 0        | 0           | .519  | 1165  | 259.1    | 333      | 29          | 62       | 3     | 8        | 216      | 7     | 0        | 172   | 146      | 5.07     | 1.52    |

- 2024年度シーズン終了時
- 各年度の太字はリーグ最高

### 背番号
- 62（2012年）
- 26（2018年 - 2019年）

### 代表歴
- 2019 WBSCプレミア12 メキシコ代表